# 星晨花園
星晨花園是位於中国广东省中山市港口鎮的独立别墅式屋苑，由香港上市公司星晨集团属下的星晨地产开发。从1992年至2003年共开发了八期，共4928套别墅，其中约有九成以上为香港人业主及住客。星晨花园曾于2003年赞助香港小姐竞选，该届冠军曹敏莉获赠一套别墅。